# Patrizia van der Weken
Patrizia van der Weken (12 novembre 1999) è una velocista lussemburghese.

## Record nazionali
Seniores
- 50 metri piani indoor: 6"29 ( Lussemburgo, 22 gennaio 2022)
- 60 metri piani indoor: 7"06 ( Apeldoorn, 9 marzo 2025)
- 100 metri piani: 11"02 ( Dessau, 17 giugno 2023)
- 200 metri piani: 23"19 ( Chorzów, 22 giugno 2023)
- 200 metri piani indoor: 23"96 ( Lussemburgo, 7 gennaio 2023)
- 300 metri piani indoor: 39"55 ( Lussemburgo, 17 dicembre 2021)
- Staffetta 4x100 metri: 45"34 ( Lussemburgo, 26 luglio 2022)

## Progressione

### 100 metri piani
| Stagione | Misura | Luogo             | Data      | Rank. Mond. |
| -------- | ------ | ----------------- | --------- | ----------- |
| 2023     | 11"02  | Dessau            | 17-6-2023 |             |
| 2022     | 11"29  | La Chaux-de-Fonds | 3-7-2022  |             |
| 2021     | 11"50  | Tallinn           | 8-7-2021  |             |
| 2020     | 11"58  | Bulle             | 11-7-2020 |             |
| 2019     | 11"52  | La Chaux-de-Fonds | 30-6-2019 |             |
| 2018     | 11"59  | Manheim           | 23-6-2018 |             |
| 2017     | 11"78  | Schifflange       | 30-7-2017 |             |
| 2016     | 11"88  | Tbilisi           | 14-7-2016 |             |
| 2015     | 12"30  | Baku              | 20-6-2015 |             |
| 2014     | 12"95  | Schifflange       | 3-8-2014  |             |

### 200 metri piani
| Stagione | Misura | Luogo             | Data      | Rank. Mond. |
| -------- | ------ | ----------------- | --------- | ----------- |
| 2023     | 23"19  | Chorzów           | 22-6-2023 |             |
| 2021     | 23"94  | La Chaux-de-Fonds | 14-8-2021 |             |
| 2020     | 24"64  | Bruxelles         | 9-8-2020  |             |
| 2019     | 24"66  | Varaždin          | 11-8-2019 |             |
| 2018     | 24"13  | Schaan            | 9-6-2018  |             |
| 2017     | 24"34  | Serravalle        | 3-6-2017  |             |
| 2016     | 24"99  | Schifflange       | 31-7-2016 |             |
| 2015     | 25"97  | Odegem            | 23-5-2015 |             |

### 60 metri piani indoor
Medaglia di bronzo agli Europei indoor 2025 con il tempo di 7"06
| Stagione | Misura | Luogo       | Data      | Rank. Mond. |
| -------- | ------ | ----------- | --------- | ----------- |
| 2023/24  | 7"09   | Lussemburgo | 24-1-2024 |             |
| 2022/23  | 7"26   | Lussemburgo | 22-1-2023 |             |
| 2021/22  | 7"21   | Belgrado    | 18-3-2022 |             |
| 2020/21  | 7"42   | Lussemburgo | 30-1-2021 |             |
| 2018/19  | 7"39   | Lussemburgo | 2-2-2019  |             |
| 2017/18  | 7"39   | Lussemburgo | 3-2-2018  |             |
| 2016/17  | 7"57   | Saarbrücken | 28-1-2017 |             |
| 2015/16  | 7"64   | Lussemburgo | 9-1-2016  |             |
| 2014/15  | 7"83   | Lussemburgo | 7-2-2015  |             |
| 2013/14  | 8"16   | Lussemburgo | 18-2-2014 |             |

## Palmarès
| Anno | Manifestazione                        | Sede       | Evento      | Risultato  | Prestazione | Note             |
| ---- | ------------------------------------- | ---------- | ----------- | ---------- | ----------- | ---------------- |
| 2015 | Giochi dei piccoli stati d'Europa     | Reykjavík  | 100 m piani | 6ª         | 12"23       |                  |
| 2015 | Giochi dei piccoli stati d'Europa     | Reykjavík  | 4x100 m     | Bronzo     | 48"73       |                  |
| 2016 | Europei U18                           | Tbilisi    | 100 m piani | 7ª         | 11"96       | [ 2 ]            |
| 2016 | Europei U18                           | Tbilisi    | 200 m piani | Batteria   | 25"68       |                  |
| 2017 | Giochi dei piccoli stati d'Europa     | Serravalle | 100 m piani | Argento    | 11"86       |                  |
| 2017 | Giochi dei piccoli stati d'Europa     | Serravalle | 200 m piani | Bronzo     | 24"32       |                  |
| 2017 | Giochi dei piccoli stati d'Europa     | Serravalle | 4x100 m     | Bronzo     | 46"68       |                  |
| 2017 | Europei U20                           | Grosseto   | 100 m piani | Semifinale | 11"91       |                  |
| 2017 | Europei U20                           | Grosseto   | 200 m piani | Batteria   | 24"82       |                  |
| 2018 | Campionati dei piccoli stati d'Europa | Schaan     | 100 m piani | Bronzo     | 11"67       |                  |
| 2018 | Campionati dei piccoli stati d'Europa | Schaan     | 200 m piani | 4ª         | 24"13       |                  |
| 2018 | Mondiali U20                          | Tampere    | 100 m piani | Semifinale | 11"70       | [ 3 ] [ 4 ]      |
| 2018 | Mondiali U20                          | Tampere    | 200 m piani | Semifinale | 24"58       | [ 5 ] [ 6 ]      |
| 2019 | Europei indoor                        | Glasgow    | 60 m piani  | Batteria   | 7"41        |                  |
| 2019 | Europei U23                           | Gävle      | 100 m piani | Semifinale | 11"82       |                  |
| 2019 | Europei U23                           | Gävle      | 200 m piani | Semifinale | 24"73       |                  |
| 2021 | Campionati dei piccoli stati d'Europa | Serravalle | 100 m piani | Oro        | 11"58       |                  |
| 2021 | Campionati dei piccoli stati d'Europa | Serravalle | 200 m piani | Oro        | 24"36       |                  |
| 2021 | Europei U23                           | Tallinn    | 100 m piani | 8ª         | 11"73       | [ 7 ] [ 8 ]      |
| 2022 | Mondiali indoor                       | Belgrado   | 60 m piani  | Semifinale | 7"28        | [ 9 ]            |
| 2022 | Mondiali                              | Eugene     | 100 m piani | Batteria   | 11"34       | [ 10 ]           |
| 2022 | Europei                               | Monaco     | 100 m piani | Semifinale | 11"51       |                  |
| 2023 | Europei indoor                        | Istanbul   | 60 m piani  | Semifinale | 7"27        | [ 11 ] [ 12 ]    |
| 2023 | Giochi dei piccoli stati d'Europa     | Marsa      | 100 m piani | Oro        | 11"11       |                  |
| 2023 | Giochi universitari                   | Chengdu    | 100 m piani | Oro        | 11"22       | [ 13 ]           |
| 2023 | Mondiali                              | Budapest   | 100 m piani | Batteria   | 11"38       |                  |
| 2024 | Mondiali indoor                       | Glasgow    | 60 m piani  | 7ª         | 7"15        |                  |
| 2024 | Europei                               | Roma       | 100 m piani | 4ª         | 11"04       |                  |
| 2024 | Giochi olimpici                       | Parigi     | 100 m piani | Semifinale | 11"13       |                  |
| 2025 | Europei indoor                        | Apeldoorn  | 60 m piani  | Bronzo     | 7"06        | Record nazionale |
| 2025 | Mondiali indoor                       | Nanchino   | 60 m piani  | Bronzo     | 7"07        |                  |

## Campionati nazionali
- 5 volte campionessa nazionale lussemburghesi dei 60 metri piani indoor (2017, 2018, 2019, 2022, 2023)
- 4 volte campionessa nazionale lussemburghesi dei 100 metri piani (2020, 2021, 2022, 2023)
- 3 volte campionessa nazionale lussemburghesi dei 200 metri piani indoor (2017, 2018, 2023)
- 1 volta campionessa nazionale lussemburghesi dei 200 metri piani (2020)

2017
- Oro ai campionati lussemburghesi indoor (Lussemburgo), 60 metri piani - 7"67
- Oro ai campionati lussemburghesi indoor (Lussemburgo), 200 metri piani - 24"94

2018
- Oro ai campionati lussemburghesi indoor (Lussemburgo), 60 metri piani - 7"53
- Oro ai campionati lussemburghesi indoor (Lussemburgo), 200 metri piani - 24"36

2019
- Oro ai campionati lussemburghesi indoor (Lussemburgo), 60 metri piani - 7"43

2020
- Oro ai campionati lussemburghesi (Dudelange), 100 metri piani - 11"80
- Oro ai campionati lussemburghesi (Dudelange), 200 metri piani - 24"84

2021
- Oro ai campionati lussemburghesi (Lussemburgo), 100 metri piani - 11"71

2022
- Oro ai campionati lussemburghesi indoor (Lussemburgo), 60 metri piani - 7"29
- Oro ai campionati lussemburghesi (Schifflange), 100 metri piani - 11"59

2023
- Oro ai campionati lussemburghesi indoor (Lussemburgo), 60 metri piani - 7"31
- Oro ai campionati lussemburghesi indoor (Lussemburgo), 200 metri piani - 24"37
- Oro ai campionati lussemburghesi (Lussemburgo), 100 metri piani - 11"80

## Altre competizioni internazionali
2015
- 5ª ai Campionati europei a squadre - Third League, ( Baku), 100 m piani - 12"30

2017
- Argento ai Campionati europei a squadre - Third League, ( Marsa), 100 m piani - 11"89
- Oro ai Campionati europei a squadre - Third League, ( Marsa), staffetta 4x100 m - 46"38

2019
- 5ª ai Campionati europei a squadre - Second League, ( Varaždin), 100 m piani - 11"92
- 4ª ai Campionati europei a squadre - Second League, ( Varaždin), 200 m piani - 24"66
- 5ª ai Campionati europei a squadre - Second League, ( Varaždin), staffetta 4x100 m - 46"98

2021
- Argento ai Campionati europei a squadre - Third League, ( Limassol), 100 m piani - 11"55
- Bronzo ai Campionati europei a squadre - Third League, ( Limassol), staffetta 4x100 m - 47"49

2023
- Oro ai Campionati europei a squadre - Seconda divisione, ( Chorzów), 100 m piani - 11"24[14]
- Argento ai Campionati europei a squadre - Seconda divisione, ( Chorzów), 200 m piani - 23"19[15]